# DuBois et fils
Die Philippe DuBois et fils SA (Eigenschreibweise DuBois et fils) ist eine Schweizer Uhrenmanufaktur mit Hauptsitz in Basel. Das Unternehmen stellt mechanische Armbanduhren im Luxussegment her. DuBois et fils ist die älteste Uhrenfabrik der Schweiz und besteht seit 1785. Seit 2010 leitet Thomas Steinemann das Unternehmen.

## Geschichte

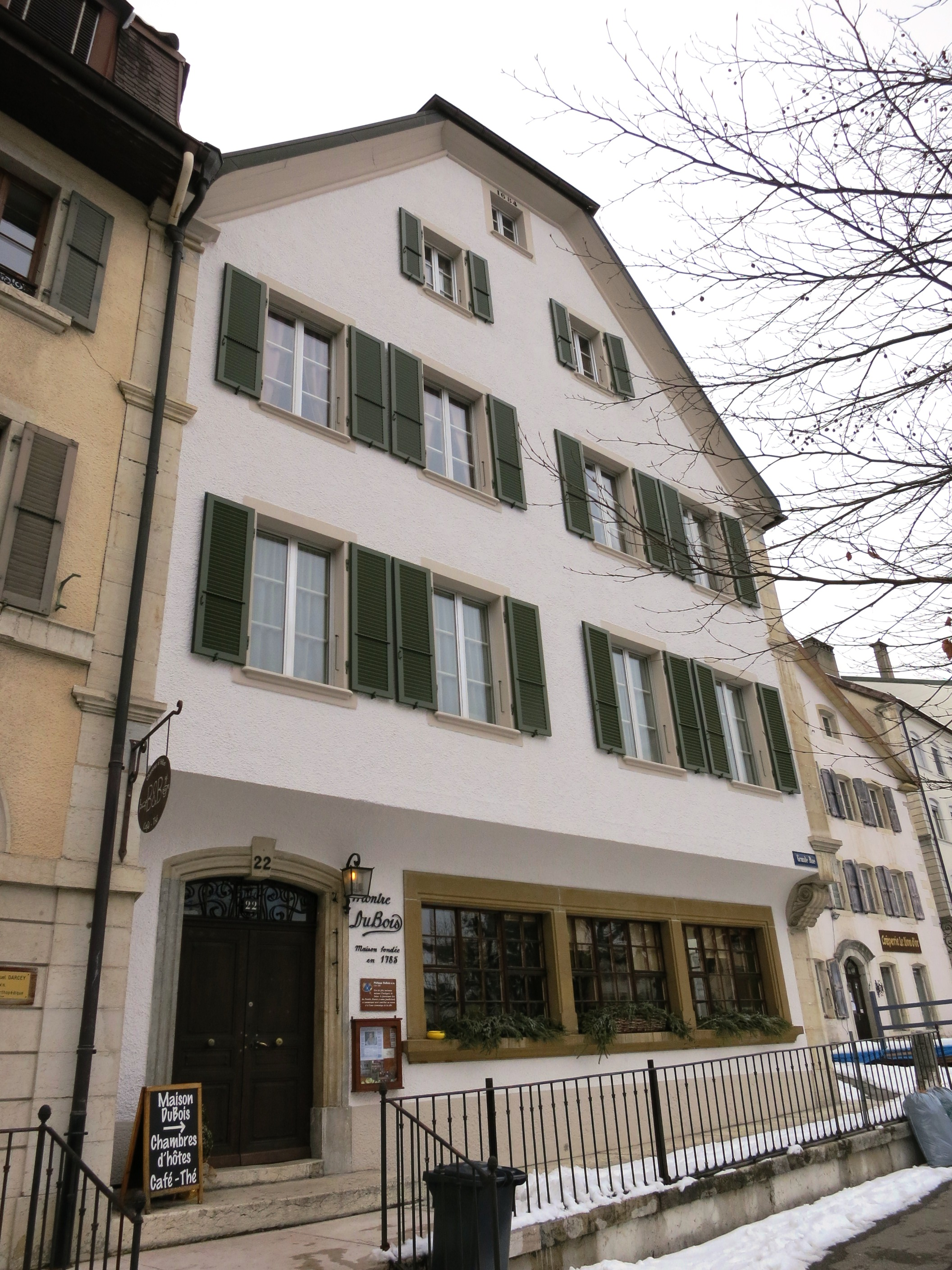
Das ehemalige Stammhaus in Le Locle

Im Jahr 1720 übernahm Moïse DuBois das Textilunternehmen seines Vaters in Le Locle und startete 1743 mit dem Uhrenhandel. Im Jahr 1751 begann er mit der eigenständigen Uhrenproduktion. Neun Jahre später übernahmen DuBois' Kinder Philippe und Isabeau das Unternehmen. Im Jahr 1785 wurden Philippes Söhne zu Teilhabern und das Unternehmen wurde in Philippe DuBois & Fils umbenannt. Schon 1804 startete DuBois et fils den Vertrieb in den USA, 1910 nahm DuBois et fils erstmals Armbanduhren in das Sortiment auf.
Im Jahr 2010 übernahm Thomas Steinemann Philippe DuBois & Fils SA und startete 2012 eine Crowdinvesting-Kampagne. Mehr als 580 Personen aus 21 Ländern zeichneten Aktien im Wert von 1,5 Mio. Schweizer Franken.